# Pedra Bonita (Rio de Janeiro)
A Pedra Bonita é um ponto turístico localizado no Parque Nacional da Tijuca, na cidade do Rio de Janeiro, no Brasil. Mais precisamente, entre a Pedra da Gávea e os bairros de São Conrado e Barra da Tijuca. No âmbito do parque, ela fica no Setor C, uma área geograficamente isolada da sede do parque. 

## Trilha da Pedra Bonita

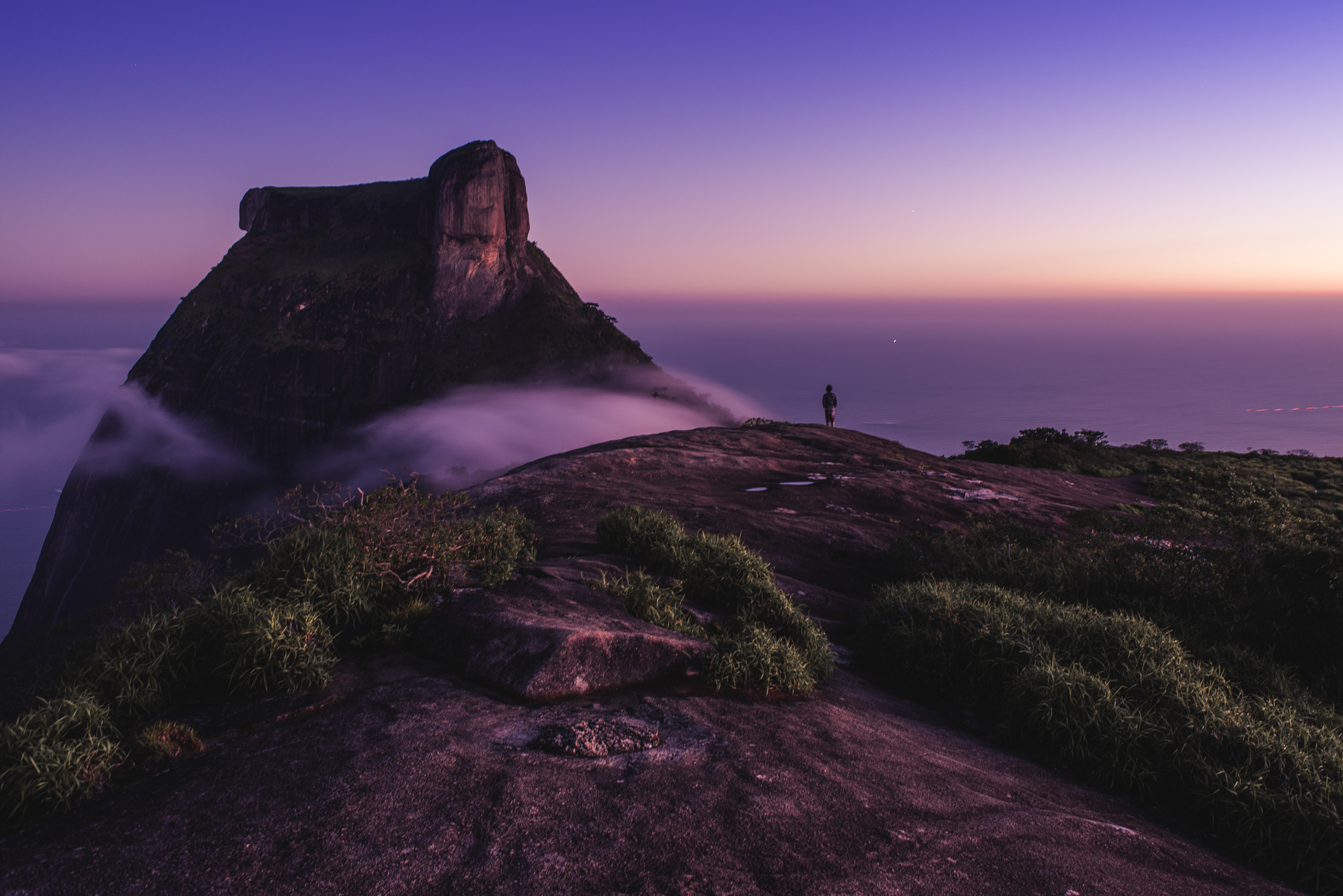
Pedra Bonita com Vista da Pedra da Gávea

A trilha para a Pedra Bonita é uma das mais conhecidas na cidade do Rio de Janeiro. Ela é considerada leve, sendo pouco íngreme. Esse passeio é indicado àqueles que estão começando a praticar trilhas, já que não exige muito preparo físico, ou para quem quer apenas apreciar um dos visuais mais bonitos do Rio de Janeiro.

O tempo médio de subida até o topo é de, aproximadamente, 1 hora. A caminhada tem início na Estrada das Canoas, em São Conrado, perto da rampa de voo livre. Do topo da Pedra Bonita, podemos visualizar a Praia de São Conrado, o Morro Dois Irmãos, praias da Zona Sul, Pedra da Gávea, Barra da Tijuca e suas praias, Floresta da Tijuca e algumas áreas da Zona Sul.